# Municipio de Sherman (condado de Gage)
El municipio de Sherman (en inglés: Sherman Township) es un municipio ubicado en el condado de Gage en el estado estadounidense de Nebraska. En el año 2010 tenía una población de 181 habitantes y una densidad poblacional de 1,94 personas por km².

## Geografía
El municipio de Sherman se encuentra ubicado en las coordenadas 40°13′20″N 96°30′57″O / 40.22222, -96.51583. Según la Oficina del Censo de los Estados Unidos, el municipio tiene una superficie total de 93.21 km², de la cual 92,41 km² corresponden a tierra firme y (0,86 %) 0,81 km² es agua.

## Demografía
Según el censo de 2010, había 181 personas residiendo en el municipio de Sherman. La densidad de población era de 1,94 hab./km². De los 181 habitantes, el municipio de Sherman estaba compuesto por el 96,69 % blancos, el 0,55 % eran amerindios, el 0,55 % eran de otras razas y el 2,21 % eran de una mezcla de razas. Del total de la población el 0,55 % eran hispanos o latinos de cualquier raza.